# Aeropuerto de Brus Laguna
El Aeropuerto de Brus Laguna (IATA: BHG, OACI: MHBL) es un aeródromo que sirve a la ciudad de Brus Laguna en el Departamento de Gracias a Dios en Honduras. La pista de aterrizaje está justo al sur de la ciudad de Brus Laguna.